# Радой Божилов
Радой Божилов е български футболист, полузащитник, който играе за Миньор Перник

## Кариера
Божилов израства в школата на ЦСКА (София). През пролетта на 2015 г. е преотстъпен в Добруджа (Добрич).
През юни 2015 г. се завръща в ЦСКА. Записва общо 7 мача с 3 гола (4 мача в Югозападната В група и 3 мача с 3 гола за Купата на България). През декември 2015 г. е освободен от наставника Христо Янев.
В началото на 2016 г. е привлечен във ФК София 2010 от новоназначения треньор Тодор Янчев.
Носител на купата на България през 2016 с ЦСКА през 2015-2016 година